# Ковзун Олена Ігорівна
Оле́на І́горівна Ко́взун (* 1968) — українська біохімикиня. Доктор біологічних наук (2008), член-кореспондент НАМНУ (2021). Заслужений діяч науки і техніки України (2021).

## З життєпису
Народилась 1968 року в місті Київ; донька Ігоря Ковзуна. 1990 року закінчила Київський університет. Відтоді працює в Інституті ендокринології та обміну речовин НАМНУ: від 2004 — завідуюча лабораторією гормональної регуляції обміну речовин, водночас від 2008 року — заступник директора з наукової роботи.
Вивчає
- внутрішньоклітинні механізми дії гормонів
- перенесення регуляторних сигналів модуляторів адренокортикальної функції
- процеси канцерогенезу в щитоподібній залозі
- регуляторний вплив естрадіолу на кору надниркових залоз.

Серед робіт:
- «Механізми регуляції стероїдогенезу в корі надниркових залоз», 2006 (співавтор);
- «Шляхи внутрішньоклітинного перенесення регуляторних сигналів естрадіолу в корі надниркових залоз людини»; 2006
- «Регулятори функції кори надниркових залоз», 2009 (співавтор);
- «Молекулярно-генетичні механізми утворення злоякісних пухлин щитовидної залози»; 2009.

## Нагороди
- Заслужений діяч науки і техніки України[1]